# Phoskitos
Phoskitos és un pastisset industrial desenvolupat pel grup Adam Foods. Va aparèixer al mercat el 1972, creada per l'empresa Nutrexpa. És rodó, amb forma d'espiral i s'elabora amb pa de pessic, farcit amb crema i un recobriment de cacau amb llet, a més d'altres ingredients. Té una lleugera semblança amb un tall del tradicional braç de gitano.
Es caracteritza per incloure diversos regals que acompanyen el pastisset. Els cromos i les promocions de Phoskitos són de temàtica diversa: superherois, sèries de televisió, futbol, etc. A vegades, els cromos s'han substituït per regals promocionals com ara polseres, pins, xapes, etc.
El 2022 se'n va llançar una versió en gelat, en col·laboració amb la marca La Menorquina.

## Varietats
- Phoskitos mini
- Phoskitos chocoleche
- Phoskitos Hello Kitty
- Gitanitos
- Gitanitos XXL
- Bombon al whisky
- Phoskitos Bob esponja
- Phoskitos Phineas i Ferb
- Pastissets sandvitx
- Japokitos